# Nazario Escoto
Nazario Escoto Donaire (Matagalpa, ca. 1810 - León, ca. 1880) fue un abogado y político nicaragüense, que actuó como Supremo Director provisorio del Estado en rebelión entre el 2 de septiembre y el 25 de octubre de 1855, luego de haber sucedido por el bando democrático a Francisco Castellón Sanabria.
Escoto actuó como Supremo Director provisorio del Estado en funciones desde el 2 de septiembre de 1855, pero asumió de manera efectiva a partir del 8 del mismo mes, mientras continuaba la guerra civil entre los bandos Democrático de León (apoyados por los filibusteros de William Walker) y Legitimista de Granada. 

## Reseña biográfica
Nazario Escoto nació en Matagalpa cerca de 1810 y estuvo casado con Baltazara Donaire Reyes, quien era su prima. Curiosamente su madre también se llamaba Baltasara Donaire.
Su hijo Félix Escoto Donaire se casó con Simona Baca Cortés. Otro hijo llamado Nazario Escoto Donaire falleció a los 26 años, el 24 de abril de 1864.
Fue Senador liberal por Matagalpa. el historiador Francisco Ortega Arancibia menciona que era dueño de una mina de oro "La Leonesa" en las montañas de Matagalpa, pero que tuvo que abandonarla por el acoso de los indígenas matagalpas.
El viajero alemán, Julius Froebel que lo conoció refiere: "El General Trinidad Muñoz me presentó a un destacado leonés, propietario de muchas tierras del norte de Matagalpa, pero por haberse enemistado con los indios de esa zona se vio obligado a abandonarlas. Don Nazario Escoto, que así se llamaba...".
Se mudó a vivir a León en 1830. En 1848 fue electo Senador liberal por León y posteriormente apoyó la rebelión de Jerez y Castellón contra el gobierno conservador de Fruto Chamorro Pérez.
Después de la Guerra Nacional de Nicaragua regresó con su hermanastro Ramón Reyes Donaire y reabrieron la mina de oro "La Leonesa", cerca de San Ramón contribuyendo a la formación de este municipio basado en la explotación minera junto con "La Reina" y "La Pita".

## Supremo Director provisorio del Estado
Fue nombrado Supremo Director provisorio del Estado en funciones el 2 de septiembre de 1855 con sede en León, después del fallecimiento de Francisco Castellon Sanabria, quien murió por el cólera.
Al mando de la  «Falange Democrática» el filibustero William Walker con rango de Coronel concedido por Castellón, había sido derrotado por los legitimistas en la Primera Batalla de Rivas (29 de junio de 1855), pero el 13 de octubre Walker ataca y toma Granada para el bando democrátio.
El 22 de octubre de 1855, once días después de la toma de Granada por Walker, Escoto como Supremo Director provisorio del Estado en conjunto con Máximo Jerez Tellería, Ministro de Guerra, por decreto nombran a Walker y a José María Valle (a) "El Chelón", como Generales de Brigada.
El 23 de octubre, Walker y Ponciano Corral Acosta, General en Jefe del ejército legitimista, firmaron en Granada un "Acuerdo de Paz" en el que acordaban poner fin a las hostilidades y nombrar como Presidente Provisorio de Nicaragua, por un período máximo de catorce meses, al Licenciado Patricio Rivas, en detrimento del Presidente Legítimo José María Estrada, quien emitió una protesta y se exilió en Honduras.
El 25 de octubre de 1855, Rivas asumió como Presidencia provisorio de Nicaragua, con lo cual concluyó la efímera administración de Nazario Escoto, quien fue el último gobernante de Nicaragua que llevó el título de Supremo Director de Estado.